# 印度共产党（马列） (马哈德夫·慕克吉)
印度共产党（马列）（英語：Communist Party of India (Marxist–Leninist)）是印度的一个共产主义政党。该党起源于原印度共产党（马列）中由马哈德夫·慕克吉领导的“亲查鲁·马宗达、亲林彪派”。1978年9月，该党分裂出印度共产党（马列）第二中央委员会。该党出版多种语种的刊物。